# Alien (album Strapping Young Lad)
Alien – czwarty album studyjny kanadyjskiego zespołu muzycznego Strapping Young Lad. Wydawnictwo ukazało się 22 marca 2005 roku nakładem wytwórni muzycznej Century Media Records. Nagrania zostały zarejestrowane w Armory Studios i Greenhouse Studios w Vancouver oraz The Dev Lab w Pitt Meadows w Kanadzie. Miksowanie oraz mastering nagrań odbył się w Green Jacket Studios w Richmond także w Kanadzie. Materiał był promowany teledyskami do utworów "Love?" i "Zen", które wyreżyserowali, odpowiednio Joe Lynch i Marcus Rogers.
Album dotarł do 32. miejsca listy Billboard Heatseekers Albums w Stanach Zjednoczonych sprzedając się w nakładzie 3,6 tys. egzemplarzy w przeciągu tygodni od dnia premiery.

## Lista utworów
Opracowano na podstawie materiału źródłowego.
| Edycja podstawowa 1. "Imperial" – 02:17 2. "Skeksis" – 06:43 3. "Shitstorm" – 04:22 4. "Love?" – 04:54 5. "Shine" – 05:13 6. "We Ride" – 02:38 7. "Possessions" – 04:13 8. "Two Weeks" – 03:28 9. "Thalamus" – 03:59 10. "Zen" – 05:02 11. "Info Dump" – 11:56 |  | Utwory dodatkowe 1. "Aftermath" (Live) – 6:48 Bonus DVD 1. "The Making of Alien" – 20:38 2. "Tech Secrets of Alien" – 10:12 3. "Oh My Fucking God" (Live) – 2:23 |

## Twórcy
Opracowano na podstawie materiału źródłowego.
| Zespół Strapping Young Lad w składzie - Devin Townsend – produkcja muzyczna, gitara, instrumenty klawiszowe, wokal - Byron Stroud – koproducent muzyczny, gitara basowa - Gene Hoglan – perkusja, instrumenty perkusyjne - Jed Simon – gitara Produkcja - Shaun Thingvold – inżynieria dźwięku - Kristina Ardron – inżynieria dźwięku, edycja cyfrowa - Rob Stefanson, Alan Wong Moon – asystent inżyniera dźwięku - Bryan Seely – asystent inżyniera dźwięku, edycja cyfrowa - Alex Aligizakis, Scott Cooke – edycja cyfrowa - Dave Young – realizacja nagrań - Greg Reely – mastering - Omer "Impson" Cordell – zdjęcia - Travis Smith, Pär Johansson – oprawa graficzna |  | Dodatkowi muzycy - Laurielynn Bridger, Marnie Mains, Ani Kyd, Tammy "Tamz" Theis, Magdalena Bulak, Shay Ward, Steph Reid, Deborah Rodrigo-Tyzio, Michelle Madden, Joanna Ussner – chór żeński - Chris Valagao, Rossy Living, Cam Krotche, Will Campagna, Shane Clark, Ross Gale, Christ Stanley, Will Cochrane, Ash Manning, Ross Empson, Mike Quigley, Billy Marquardt, Jeff Cook – chór męski - Dorian Glaude-Living, Damian Moore, Ethan Belcourt-Lowe, Jayden Gignac – chór dziecięcy - Dave Young – instrumenty klawiszowe |